# You Don't Mess with the Zohan
You Don't Mess with the Zohan, (titulado en Hispanoamérica No te metas con Zohan) es una película de comedia de 2008 acerca de Zohan Dvir (en hebreo : זוהן דביר), un ficticio héroe israelí y su comando armado contraterrorista, el cual, tras haber crecido harto de su servicio militar extenuante, finge su propia muerte tratando de alcanzar su sueño: convertirse en estilista de la ciudad de Nueva York. El guion fue escrito por Adam Sandler, Judd Apatow y Robert Smigel, y fue dirigido por Dennis Dugan.
El filme fue producido por la compañía Happy Madison, del propio Sandler, y distribuido por Columbia Pictures. Se estrenó en Estados Unidos el 6 de junio de 2008 y en Israel el 19 de junio del mismo año. La película fue un éxito de taquilla, recaudando 204.3 millones de dólares en todo el mundo con un presupuesto de 90 millones de dólares. Sin embargo, a pesar de esto, la película recibió críticas mixtas.

## Argumento
Zohanele "Zohan" Dvir (Adam Sandler), un comando antiterrorista israelí con una amplia reputación por su promiscuidad y rasgos sobrehumanos, se encuentra de vacaciones en una playa de Bat Yam, llamando la atención de muchas mujeres, siendo admirado por muchos playistas por su destreza al jugar con la pelota hacky y asando pescado con abundantes cantidades de hummus estando desnudo. 
De improviso, un helicóptero de las Fuerzas de Defensa de Israel llega a la playa y unos agentes le dicen a Zohan que deje sus vacaciones para que regrese a su servicio. En una reunión informativa en un cuartel secreto, a Zohan se le informa de su próxima misión: capturar a su archirrival de toda la vida, Fatoush "Fantasma" Hakbarah (John Turturro), un militante palestino quien también posee rasgos sobrehumanos. El terrorista había sido capturado por Zohan previamente, pero fue finalmente puesto en libertad por el gobierno israelí en un intercambio de prisioneros.
A pesar de su éxito y popularidad en Israel, Zohan se ha cansado del eterno conflicto en su país; sueña con dejar atrás su carrera militar para convertirse en estilista al servicio del reconocido Paul Mitchell en Estados Unidos. Cuando revela esta ambición a sus padres, estos lo desestiman y se burlan de él, instándolo a continuar con su servicio militar.
Después de enfrentarse a Fantasma en una pelea uno a uno, Zohan finge su propia muerte mediante un escape en el que hasta el mismo terrorista cree haberle aniquilado. De polizón en un avión, es capaz de llegar hasta la ciudad de Nueva York. Para ocultar su verdadera identidad, se corta su cabello largo inspirándose en un libro de Paul Mitchell de la década de 1980 y adopta el alias "Scrappy Coco" después de dos perros llamados “Scrappy” y “Coco” con quienes compartió el vuelo. El supuesto éxito de Fantasma al matar a Zohan le otorga mucha fama en todo el mundo árabe, lo que lo lleva a abrir la cadena de restaurantes de shawarma "Phantom Muchentuchen".
Al llegar a los Estados Unidos, Zohan inmediatamente busca trabajo en el salón local de Paul Mitchell, pero se convierte en el hazmerreír después de humillarse sin darse cuenta frente a los estilistas. Luego intenta encontrar empleo en otros salones, pero es rechazado constantemente debido a su falta de experiencia. Más tarde, Zohan es testigo de un accidente de tránsito que involucra a dos automovilistas y un ciclista llamado Michael (Nick Swardson). Uno de los automovilistas comienza a intimidar a Michael y le grita insultos antiárabes a Zohan, quien rápidamente lo golpea. Michael, un joven judío estadounidense, se hace amigo de Zohan y lo acoge en su apartamento, donde vive con su madre Gail (Lainie Kazan). Después de que Zohan se muda, él y Gail comienzan a tener relaciones sexuales con regularidad, para gran desaprobación de Michael.
Esa noche Michael y “Scrappy” van a una discoteca, donde Zohan apasiona al público en un espectáculo de música disco setentera. Allí Zohan se encuentra con un inmigrante israelí llamado Uri (Ido Mosseri), que dirige una tienda de electrónica sospechosa. Uri reconoce a Zohan como el famoso soldado sobrehumano de Israel y promete mantener en secreto su verdadera identidad antes de llevarlo a un área del Bajo Manhattan poblada predominantemente por otros inmigrantes del Medio Oriente, incluso con una calle con ambas aceras divididas entre israelo-estadounidenses y palestino-estadounidenses.
En esa zona de la ciudad, por sugerencia de Uri, Zohan intenta conseguir trabajo en el salón de belleza de una mujer palestina llamada Dalia (Emmanuelle Chriqui). Debido en parte a su falta de experiencia, ella solo le permite a Zohan barrer los pisos del salón, informándole que no recibirá ningún pago debido a que su salón enfrenta graves dificultades financieras. Cuando una estilista llamada Nadira (Maysoon Zayid) renuncia inesperadamente, una de las clientas le pide a "Scrappy" que le corte el cabello. Él acepta y le hace a la clienta un corte de pelo inusualmente íntimo pero excepcional, y termina el trabajo teniendo sexo con ella en el baño. Dalia le permite trabajar como estilista. La reputación de "Scrappy" como estilista con carga sexual se extiende rápidamente entre las mujeres de edad avanzada del Bajo Manhattan, quienes comentan que «aparte del sexo, hace un buen corte de pelo», lo que hace que el negocio de Dalia prospere. Gracias a los esfuerzos de Zohan, Dalia puede gestionar los pagos del alquiler en su totalidad, lo que molesta a un empresario corporativo llamado Grant Walbridge (Michael Buffer), que ha estado tratando de comprar la participación de todos los negocios locales de la cuadra o forzar su cierre para poder construir un enorme centro comercial con una montaña rusa.
Finalmente, Zohan es reconocido por un taxista palestino-estadounidense llamado Salim (Rob Schneider), quien reconoce su rostro mientras deja a sus pasajeras frente al salón de Dalia. Salim le guarda rencor a Zohan debido a un incidente pasado entre los dos que terminó con Zohan robando la querida cabra mascota de Salim en represalia por haber sido escupido durante una confrontación. Poco después, Salim se reúne con sus amigos Hamdi (Sayed Badreya) y Nasi (Daoud Heidami) y los convence para que lo ayuden a matar a Zohan. Después de intentar sin éxito ponerse en contacto con Hezbolá, Salim contacta a Fantasma, que vive lujosamente en Amán, Jordania. Salim amenaza con revelar públicamente que Zohan sigue vivo, pero Fantasma hace un trato con él y se prepara para viajar a los Estados Unidos para encontrar él mismo a  Zohan.
Mientras tanto, Zohan se ha enamorado de Dalia. Él expresa sus sentimientos y se sincera con ella, así como con Michael y Gail, sobre su verdadera identidad. Después de que Dalia rechaza a Zohan debido a su historial de servicio en el ejército israelí, él comprende y decide dejar de trabajar en su salón, con la esperanza de mantenerla a salvo de cualquier conflicto interétnico. Más tarde se enfrenta a Fantasma en un juego de campeonato de Hacky Sack patrocinado por Walbridge. Sin embargo, la confrontación se interrumpe cuando Zohan se marcha después de que de repente se le informa que el barrio medioriental está siendo atacado por asaltantes desconocidos.
Mientras sus negocios arden, Zohan calma a israelíes y palestinos, ya que ambas partes se culpan mutuamente por la violencia. Mientras todos discuten gradualmente sus problemas, Zohan hace las paces con Salim. Cuando aparece Fantasma, se enfrenta a Zohan, quien se niega a luchar después de haberse sentido profundamente inspirado por el pacifismo de Dalia. Luego, Dalia revela que es la hermana de Fantasma y convence a su hermano de cooperar con Zohan contra los pirómanos, quienes se revelan como un grupo de supremacistas blancos liderados por un tal James T. O'Scanlon (Dave Matthews) en la nómina de Walbridge. Walbridge contrató al grupo para instigar un motín interétnico en el barrio medioriental con el fin de facilitar la construcción de su nuevo centro comercial sobre los edificios dañados. Mientras trabaja con Zohan para salvar el bloque, Fantasma admite que siempre quiso ser vendedor de zapatos en lugar de terrorista. Aunque los pirómanos racistas son derrotados y Walbridge es arrestado por la policía, el exaltado Fantasma destruye accidentalmente todas las tiendas que quedan en la cuadra con sus gritos sobrehumanos.
Ahora que israelíes y palestinos trabajan juntos, el bloque se reconstruye y se transforma en un centro comercial de propiedad colectiva. El centro comercial se convierte en el hogar de la nueva zapatería de Fantasma, así como de la tienda de electrónica reubicada de Uri. Salim inicia un negocio de montar cabras después de que Zohan le devolviera su cabra mascota y Michael se convierte en estilista. Zohan y Dalia, ahora casados, abren juntos un salón de belleza. Los padres de Zohan lo visitan desde Israel y aprueban su nuevo trabajo y estilo de vida antes de que su padre le pida que se corte el cabello, lo que Zohan hace felizmente.

## Reparto
- Adam Sandler como Zohanele "Zohan" Dvir (hebreo: זוהן דביר), un antiterrorista sobrehumano que aspira a ser estilista y finge su muerte para perseguir su sueño bajo el alias de "Scrappy Coco".
- John Turturro como Fatoush "Fantasma" Hakbarah (árabe: فتوش حكبرة), un terrorista sobrehumano y rival de Zohan, quien, tras la supuesta muerte de Zohan, abre una cadena de restaurantes de kebab  llamada "Fantasma Mujentujen". Aspira a vender zapatos.
- Emmanuelle Chriqui como Dalia Hakbarah (árabe: داليا حكبرة), la dueña de un salón de belleza que se convierte en el interés amoroso de Zohan y se revela como la hermana de Fantasma.
- Nick Swardson como Michael Klayman, un inquilino que invita a Zohan a quedarse a dormir después de que este lo salva de un automovilista descontento. A menudo no está de acuerdo con sus tácticas.
- Lainie Kazan como Gail Klayman, la madre de Michael con quien Zohan inicia una relación sexual.
- Rob Schneider como Salín Yousfobdal (árabe: سليم يوسف عبد), un taxista que quiere vengarse contra Zohan después de que le robó su cabra que Salim supone que está muerta. En realidad, Zohan la adoptó como mascota.
- Ido Mosseri como Uri Shulimson (hebreo: אורי שולמזון), el propietario israelí de la tienda de electrónica "Nos Vamos" (llamada así intencionalmente porque cree que ayudaría a aumentar el interés de los compradores) que ayuda a Zohan a perseguir su sueño.
- Michael Buffer como Grant Walbridge, un hombre de negocios corrupto, propietario del Bajo Manhattan y propietario del Hotel Walbridge que aspira a abrir un centro comercial con una montaña rusa e intenta expulsar a los inquilinos (Uri, Dalia, etc.) del terreno.
- Dave Matthews como James T. O'Skanlon, el supremacista blanco a quien Grant Walbridge contrata para quemar las tiendas israelíes.
- Sayed Badreya como Jamdi, amigo de Salim y compañero taxista.
- Daoud Heidami como Nasi, otro amigo de Salim que trabaja en una tienda de conveniencia.
- Kevin Nealon como Kevin, el miembro de vigilancia vecinal con quien Zohan y Michael trabajan.
- Robert Smigel como Yosi, un hombre que trabaja en "Nos Vamos", donde originalmente quería ser modelo de mano hasta que se sintió demasiado cómodo en la tienda de Uri.
- Dina Doronne como Imma Dvir, la madre de Zohan.
- Shelley Berman como Abba Dvir, el padre de Zohan y un veterano de la Guerra de los Seis Días.
- John Paul DeJoria como una versión alternativa del estilista Paul Mitchell. DeJoria fue uno de los fundadores originales del Salón Paul Mitchell. En esta versión, Paul Mitchell sigue vivo y abrió la cadena solo. En la vida real Paul Mitchell murió en 1989 debido a un cáncer de páncreas.
- Alec Mapa como Claude, un hombre que trabaja en salón de belleza de Dalia y se avergüenza cuando Zohan intenta darle un consejo.
- Ahmed Ahmed como Walid, un hombre que trabaja en una tienda de ropa en la calle israelí y que, según los dueños de la tienda, parece "mexicano".
- Ben Wise como Isaac, un dueño de una tienda.
- Joseph Marshak como Pinjás, un dueño de una tienda.
- Guri Weinberg como Aarón, un dueño de una tienda.
- Danny A. Abeckaser como Sef, un hombre que trabaja en "Nos Vamos".
- Ido Ezra como Jasán, un dueño de una tienda.
- Mousa Kraish como Bashir, un dueño de una tienda.
- Roni Levi como Efraín, un dueño de una tienda.
- Mike Iorio como Bouncer
- Reuven Bar-Yotam como Leví Dvir, un dueño de una tienda y tío de Zohan.
- Shulie Cowen como Debbie, la pasajera del taxi de Salim que se enoja porque Salim trabaja mientras él conduce.
- Maysoon Zayid como Nadira, ex estilista de Dalia que renunció por motivos desconocidos.
- Helen Siff como la señora Skitzer, una clienta que acude al salón de Dalia.
- Cynthia Frost como la señora Paulson, una clienta que acude al salón de Dalia.
- Lina So como Scarlett Keh, Recepcionista del salón de Paul Mitchell.
- Barbara Ann Davison como la dueña de "Scrappy" y "Coco"
- Nicole Bennett como la novia de Grant Walbridge, que Walbridge afirma tener la "proporción perfecta entre glúteos y pechos".
- Lily Javaherpour como Inés, la hija de Jamdi.
- Kristina Haddad como la esposa de Jamdi
- Larry Marko como el entrenador del Fantasma

Cameos
- Rick Gifford como Philip, un hombre que trabaja para Walbridge.
- Barry Livingston como Gray "Pancake" Kleibolt, un hombre que trabaja para Walbridge.
- Chris Rock como un taxista que lleva por primera vez a Zohan a la ciudad de Nueva York.
- Daniel Browning Smith como un agente inmobiliario.
- Tyler Spindel como un portero.
- Dennis Dugan como un hombre sin hogar.
- Mariah Carey como ella misma, canta el Himno Nacional de Estados Unidos en el juego de Hackey Sack.
- John McEnroe como él mismo.
- George Takei como él mismo, aparece en un apartamento en el que le dispararon a O'Skanlon.
- Bruce Vilanch como él mismo, aparece en un apartamento en el que le dispararon a O'Skanlon.
- Charlotte Rae como la señora Greenhouse, una clienta que acude al salón de Dalia.
- Edmund Lyndeck como un farmacéutico que le vendió Neosporin a Salim cuando intentaba obtener nitrógeno líquido.
- Kevin James como él mismo (sin acreditar), se le ve como un juez famoso en el juego de Hackey Sack.
- Jackie Sandler como una madre que hace cola para el paseo en cabra (sin acreditar).
- Sadie Sandler como una chica de paseo en cabra (sin acreditar).
- Henry Winkler como él mismo (sin acreditar), un cliente del primer trabajo de Zohan como conductor de limusina.